# Howard Jacobson
Howard Eric Jacobson (Manchester, 1942. augusztus 25. –) brit regényíró és újságíró.

## Fiatalkora
Jacobson Manchesterben született orosz-zsidó származású szülők gyermekeként (apja szülei a mai Ukrajna területén fekvő Kamjanec-Pogyilszkijból származtak, édesanyja Litvániából). Van egy testvére. Prestwichben nevelkedett, és a Nagy-Manchester-i Whitefield Stand Gimnáziumban tanult, majd angolul tanult a Cambridge-i Downing College-ban F. R. Leavis kezei alatt. 2:2-vel végzett.
Három évig előadásokat tartott a Sydney-i Egyetemen, majd visszatért Nagy-Britanniába, hogy a cambridge-i Selwyn College-ban tanítson. Későbbi tanári posztjai közé tartozott a Wolverhampton Polytechnic 1974 és 1980 közötti időszaka.

## Pályafutása
Jacobson Wolverhamptonban töltött ideje volt az alapja első regényének, a Coming from Behindnek, egy egyetemi vígjátéknak, amely egy bukott politechnikumról szól, amely azt tervezi, hogy egyesíti létesítményeit egy helyi futballklubbal. Egy 1985-ös BBC Jacobson-interjú szerint a futballstadionban való tanítás epizódja az egyetlen része a regénynek, amely egy valós eseményen alapul. 1987-ben útikönyvet is írt In the Land of Oz (Óz földjén) címmel, amelyet Sydney-ben vendégakadémikusként kutatott.
Jacobson szépirodalmát, különösen az 1998 óta megjelent hat regényében, elsősorban a diszkurzív és humoros stílus jellemzi. Munkájának visszatérő témái közé tartoznak a férfi-nő kapcsolatok és a XX. század közepén és végén Nagy-Britanniában szerzett zsidó tapasztalatok. Olyan prominens zsidó-amerikai regényírókhoz hasonlították, mint Philip Roth, különösen amiatt, hogy fikcióiban kettős alakokat alkotott önmagáról.
1999-ben megjelent The Mighty Walzer' című regénye, amely egy tizenéves ping-pong bajnokról szól, elnyerte a Bollinger Everyman Wodehouse-díjat képregényírásért. Az 1950-es évek Manchesterében játszódik, és Jacobson, aki tizenéves korában maga is asztalitenisz-rajongó volt, elismeri, hogy az önéletrajzi elemnél több van benne. 2002-ben megjelent regénye: Who's Sorry Now? – melynek központi szereplője egy dél-londoni zsidó poggyászbáró (bőröndmágnás) – és 2006-os Kalooki Nights című regénye bekerült a Man Booker-díjra. Jacobson úgy jellemezte a Kalooki Nights-t, mint „a legzsidóbb regényt, amelyet valaha bárki, bárhol írt”. 2007-ben elnyerte a JQ Wingate-díjat.
Amellett, hogy szépirodalmat ír, a The Independent újság heti rovatában is közreműködik, mint író. Az utóbbi időben több alkalommal támadta az Izrael-ellenes bojkottokat, és emiatt „liberális cionistának” titulálták.
2010 októberében Jacobson elnyerte a Man Booker-díjat The Finkler Question című regényéért, amely Kingsley Amis 1986-os The Old Devils című műve óta az első képregény, amely elnyerte a díjat. A Bloomsbury által kiadott könyv feltárja, mit jelent ma zsidónak lenni, és a „szerelemről, veszteségről és férfibarátságról” is szól. Andrew Motion, a bírák elnöke így nyilatkozott: "A Finkler-kérdés egy csodálatos könyv: természetesen nagyon vicces, ugyanakkor nagyon okos, nagyon szomorú és nagyon finom. Ez minden, aminek látszik, de sokkal több annál. Teljesen méltó nyertese ennek a nagyszerű díjnak." Zoo Time (Állatkerti idő) című regénye elnyerte a Bollinger Everyman Wodehouse-díjat (2013); Jacobson másodszor nyerte el ezt a díjat (az elsőt 1999-ben a The Mighty Walzer-ért).
2014 szeptemberében Jacobson J című regénye bekerült a 2014-es Man Booker-díjra.
Jacobson azzal érvelt, hogy a természettudományos és technológiai oktatás jobban elősegíti a terrorizmust, mint a művészeti és társadalomtudományi oktatás.

## Stílusa
Bár Jacobson "zsidó Jane Austen"-ként jellemezte magát (válaszul arra, hogy "az angol Philip Roth"-ként írták le), azt is kijelenti: "Semmiképpen nem vagyok hagyományosan zsidó. Nem megyek shulba. Azt érzem, hogy zsidó elmém van, zsidó intelligenciám van. Úgy érzem, kötődöm a múlt korábbi zsidó elméihez. Nem tudom, hogy milyen bajba sodor valakit, ez a vitatkozó elme. Azt, hogy mi a zsidó, azt 5000 év tapasztalata tette, ez alakítja a zsidó humorérzéket, ez formálta a zsidó bunkóságot vagy szívósságot." Azt állítja, hogy "a vígjáték nagyon fontos része annak, amit csinálok."

## Televízió, rádió
Jacobson olyan televíziós műsorokat írt, mint a Channel 4 Howard Jacobson Takes on the Turner című 2000-es, és 2002-ben a The South Bank Show című sorozata, amelynek „Miért számít a regény” (Why the Novel Matters) című kiadása volt. Egy korábbi profil 1999-ben jelent meg a sorozatban, és a My Son the Novelist (Fiam, a regényíró) című televíziós dokumentumfilm előzte meg az Arena sorozat részeként 1985-ben. Két nem fikciós könyvét – Roots Schmoots: Journeys among Jews (1993) és Seriously Funny: From the Ridiculous to the Sublime (1997) – televíziós sorozatokká alakították.
Jacobson 2009 januárjában mutatta be a Jesus The Jew című, a Christianity, A History című epizódját az UK Channel 4-en, 2010-ben pedig a Creation-t, a Channel 4 sorozat első részét, The Bible: A History című részt.
2010. november 3-án Jacobson fellépett egy Intelligence Squared vitában (hagyd abba a keresztények szidását, Nagy-Britannia keresztényellenes országgá válik) az indítvány mellett.
2011 februárjában Jacobson megjelent a BBC Radio 4 Desert Island Discs című műsorában. Zenei választásai között szerepelt J. S. Bach, Wolfgang Amadeus Mozart és Louis Armstrong művei, valamint a Whirlwinds ritka, 1964-es "Look at Me" című kislemeze. Kedvence Al Bowlly "You're a Sweetheart" volt, Lew Stone-nal és bandájával.
Megírta és bemutatta a Brilliant Creatures (2014) ausztrál életrajzi sorozatot, amely négy híres külföldi képrombolóról szól.

## Magánélete
Jacobson háromszor nősült. 21 évesen eljegyezték, miközben Cambridge-ben tanult, majd 1964-ben feleségül vette első feleségét, Barbarát, miután diplomát szerzett, amikor 22 éves volt. Van egy fiuk, Conrad Jacobson, aki 1968 decemberében született. Cambridge-i ideje alatt Barbara részt vett Leavis néhány szemináriumán Jacobsonnal. Mielőtt elhagyták Cambridge-et, részt vettek egy bulin, ahol a vendégek között volt Simon Gray drámaíró és Germaine Greer is, akinek Jacobson Sydney-ben töltötte be az állását.
1964 végén Howard és Barbara Ausztráliába emigrált, ahol hathetes utazást tettek a P&O SS Orianán. Érkezéskor Jacobson előadói státuszt vállalt a Sydney Egyetemen. 1967-ben tértek vissza Manchesterbe, rövid ideig ott éltek, mielőtt Londonba költöztek volna, ahol Conrad született. Ezt követte Howard, aki a Cambridge-i Selwyn College-ban tanított, majd a Cambridge Marketen kézitáskákat és bőrárut árusító családi vállalkozását vezette. Jacobson visszatért Ausztráliába, amikor Conrad 3 éves volt. Tanítói állás nélkül maradt, végül több év után visszatért az Egyesült Királyságba. Barbara távollétében elvált tőle. Egy 2008-ban született Ziva unokájuk van.
Második feleségét, Rosalin Sadlert 1978-ban vette feleségül; 2004-ben elváltak. 2005-ben Jacobson harmadszor házasodott össze Jenny De Yong rádiós és tévés dokumentumfilm készítővel. Azt mondta: "Az utolsó feleségem. Itthon vagyok, ez így van."

## Politika
2014 augusztusában Jacobson egyike volt annak a 200 közéleti személyiségnek, akik aláírták a The Guardiannek írt levelet, amelyben a skótokat a függetlenség elleni szavazásra buzdították a skót függetlenségi népszavazás előtt.
2017 novemberében Jacobson csatlakozott Simon Sebag Montefiore-hoz és Simon Schamához, és levelet írt a The Timesnak a Munkáspárt antiszemitizmusa miatti aggodalmaikról Jeremy Corbyn vezetése alatt, különös tekintettel az anticionizmus növekedésére és „antiszemita jellemzőire”. Schama és Sebag Montefiore is írt történelmi műveket Izraelről, míg Jacobson rendszeresen írt Izraelről és az Egyesült Királyság zsidó közösségéről az újság hasábjain. 2018 szeptemberében Jacobson részt vett az Intelligence Squared vitájában a „Jeremy Corbyn alkalmatlan miniszterelnöknek” című indítványról. Jacobson további kritikát fogalmazott meg a párttal szemben 2019 júliusában, amikor más vezető zsidó személyiségekhez csatlakozva a The Guardiannek írt levelében kijelentette, hogy az Egyenlőségi és Emberi Jogi Bizottság által a párt ellen az antiszemitizmussal kapcsolatos vádakkal kapcsolatos vizsgálat "egy nemzetközi és történelmi szégyenfolt", és a párt és a legtöbb brit zsidó közötti bizalom "javíthatatlanul megromlott".

### Idézet
Soha nem leszünk meggyőződve arról, hogy az antiszemitizmus problémáját kezelik, ha a vele foglalkozó emberek nem beszélhetnek az antiszemitizmusról anélkül, hogy ki ne mondanák: „és a rasszizmus minden más formája”. Corbyn még soha nem mondott antiszemitizmust anélkül, hogy ne mondta volna, hogy „minden rasszizmus” – mintha mindenki mástól bocsánatot kellene kérnie, mielőtt bocsánatot kérhetne az antiszemitizmusért.

## Bibliográfia

### Fikció
- Coming from behind. London: Chatto & Windus (1983)
- Peeping Tom, Chatto & Windus, 1984
- Redback, Bantam, 1986
- The Very Model of a Man, Viking, 1992
- No More Mister Nice Guy, Cape, 1998
- The Mighty Walzer, Cape, 1999
- Who's Sorry Now?, Cape, 2002
- The Making of Henry, Cape, 2004
- Kalooki Nights, Cape, 2006
- The Act of Love, Cape, 2008
- The Finkler Question(wd), Bloomsbury, 2010 (Winner of the 2010 Man Booker Prize)
- Zoo Time, Bloomsbury, 2012
- J(wd), Bloomsbury, 2014 (shortlisted for the 2014 Man Booker Prize(wd))[21]
- Shylock Is My Name: a novel, Hogarth 2016
- Pussy: a novel, Cape, April 13, 2017
- Live a Little, Cape, 2019[48]

### Non-fiction
- Shakespeare's Magnanimity: Four Tragic Heroes, Their Friends and Families (co-author with Wilbur Sanders), Chatto & Windus, 1978
- In the Land of Oz, Hamish Hamilton, 1987
- Roots Schmoots: Journeys Among Jews, Viking, 1993
- Seriously Funny: From the Ridiculous to the Sublime, Viking, 1997
- (2000. szeptember 1.) „The weeping Pom”. Granta 70, 181–196. o.
- Whatever It Is, I Don't Like It, Bloomsbury, 2011
- The Dog's Last Walk: (and Other Pieces), Bloomsbury, 2017
- Mother's Boy: A Writer's Beginnings, Jonathan Cape, 2022

### Magyarul
- A Finkler-kérdés (The Finkler Question) – Noran Libro, Budapest, 2011 · ISBN 9789639996458 · fordította: Karetka Zsófia
- Zs (J) – Gondolat, Budapest, 2015 · ISBN 9789636936242 · fordította: Papolczy Péter
- Shylock a nevem. A velencei kalmár, Shakespeare újra (Shylock Is My Name) – Kossuth, Budapest, 2016 · ISBN 9789630986847 · fordította: Karetka Zsófia

## Fordítás
- Ez a szócikk részben vagy egészben  a   Howard Jacobson című angol Wikipédia-szócikk fordításán alapul.  Az eredeti cikk szerkesztőit annak laptörténete sorolja fel. Ez a jelzés csupán a megfogalmazás eredetét és a szerzői jogokat jelzi, nem szolgál a cikkben szereplő információk forrásmegjelöléseként.